# Étréchy (Cher)
Étréchy település Franciaországban, Cher megyében. Lakosainak száma 410 fő (2022. január 1.). Étréchy Azy, Brécy, Chaumoux-Marcilly, Groises, Gron, Lugny-Champagne, Rians és Villabon községekkel határos.

## Népesség
A település népességének változása:
| Lakosok száma | 596  | 448  | 453  | 424  | 444  | 454  | 456  | 427  | 413  | 410  |
|               | 1968 | 1982 | 1990 | 2006 | 2013 | 2015 | 2017 | 2019 | 2020 | 2022 |